# Friedrich Wilhelm Siebert

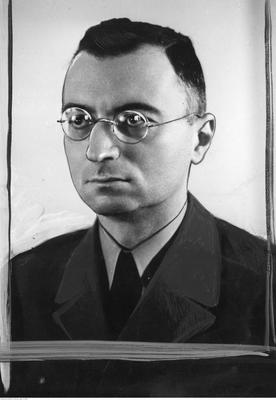
Friedrich Siebert

Friedrich Wilhelm Siebert (ur. 22 lipca 1903, zm. 29 marca 1966) – SS-Oberführer, radca ministerialny, od listopada 1939 do sierpnia 1940 i ponownie od lutego do października 1942 prezydent głównego wydziału spraw wewnętrznych (niem. Hauptabteilung Innere Verwaltung) w rządzie Generalnego Gubernatorstwa.